# NGC 879

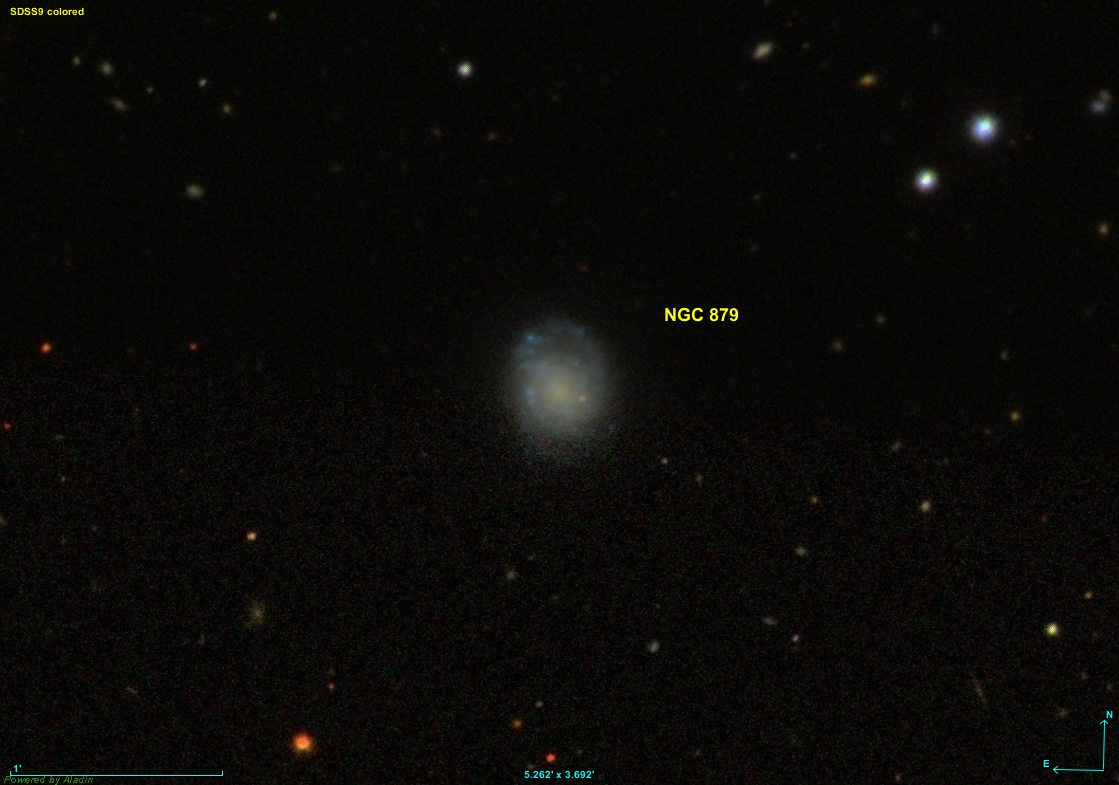
NGC 879

NGC 879 是鲸魚座的一個不规则星系，1886年被美国天文学家法兰斯·莱文沃思发现。